# Luke Brattan
Nathan Luke Brattan (* 8. März 1990 in Hull) ist ein australisch-englischer Fußballspieler, der derzeit bei Manchester City unter Vertrag steht.

## Karriere

### Verein
Luke Brattan entstammt der Jugendabteilung des semi-professionellen australischen Fußballclubs Rochedale Rovers aus Queensland. Über den Umweg Queensland Lions wechselte er im Jahr 2008 zum A-League-Verein Brisbane Roar. Ab 2010 war er dort in der Profimannschaft aktiv und konnte drei Meisterschaften feiern. Seit dem 26. Oktober 2015 steht Brattan bei Manchester City in der Premier League unter Vertrag, von wo er umgehend bis 3. Januar 2016 an den Championship-Klub Bolton Wanderers verliehen wurde. Am 21. Dezember 2015 wurde die Leihe vorzeitig beendet, Brattan blieb ohne Einsatz für Bolton.

### Nationalmannschaft
Brattan entschied sich für Australien zu spielen. Nachdem er bereits in der  U-20-Mannschaft Australiens gespielt hatte, stand er im September 2015 erstmals im Kader der A-Nationalmannschaft.

## Erfolge
- Australischer Meister: 2010/11, 2011/12, 2013/14